# リトアニアの教育
リトアニアの教育は、教育法で定められているとおり、6歳あるいは7歳から16歳までは義務教育で、無料で受けることができる。
リトアニアにおける教育は長らく中央集権化されてきたが、現在ではほぼすべての学校が独自のシステムを導入している。ただしそれらのシステムはそれほど多様化されておらず、すべての学校でほぼ同様の科目を学ぶことができる。また、生徒は自由に転校することができる。

## 初等・中等教育
リトアニアにおいてはすべての者が教育を受ける権利を有する。初等教育は6歳あるいは7歳から始められ、中等教育は16歳まで義務となっている。学年度は9月1日から始まる9か月間となっている。学年度のあいだには1ヶ月の休みもある。9年生修了時に学校を辞めることもでき、また12年生まで在籍することもできる。9年生修了時に学校を辞めた者は職業学校または作業訓練学校に入学する。これらの学校で、就業に必要な資格を得ることができる。
1996年における小学校の就学率は国内全体で98%である。小学校における登校率に関しては、2001年の時点でデータはない。就業率が、実際に子供たちがどの程度登校しているかを反映するとは必ずしも限らない。
国内全体で、464,638人の生徒が初等・中等教育（7〜16歳児が対象）を受けている（2008-09年）。これらの教育はリトアニア語で行われるものが多く、全体の92.4%（429,335名、2008-09年）の生徒がリトアニア語で学ぶ。その他の言語で学ぶ生徒の割合は、ロシア語が4.2%（19,676名、2008-09年）、ポーランド語が3.2%（15,064名）と続く。ほかにも、伝統的にベラルーシ語で教育を行う学校が1校あるほか、近年フランス語で行う学校も1校設立された。英語による学校も1校存在する。
外国語教育で最も一般的なのは英語で、約407,700人が学んでいる（2008年-09年）。次いでロシア語（約186,500人）、ドイツ語（約59,900人）、フランス語（約12,800人）と続く。
それぞれのクラスには教室が提供され、通常そこで授業を受けることになるが、しかし物理、化学、生物、美術などの特別教室も別にある。
また、教育課程以外にはスポーツや美術などのクラブ活動も行われている。
中等教育、職業学校、作業訓練学校修了後は大学への入学試験を受けることができる。

## 高等教育
主な高等教育機関としては大学などが挙げられ、約144,300人の学生が国内に22ある大学に在籍している（2007年9月現在）。ヴィリニュス大学（VU、1579年設立）、カウナス工科大学（KTU、1922年）、カウナス医科大学（KMU、1922年）、ヴィータウタス・マグヌス大学（VDU、1922年）などがその代表例である。
大学・短大では経営学を学ぶ者が最も多く、次いで教育学、工学、法学、保健学、社会学・行動科学、建築学、コンピュータと続く。近年経営学を学ぶ学生数が急増しており、2004年の学生数は2000年の約3倍となった。
修士課程においても経営学を学ぶ学生が最も多く、次いで法学、教育学、工学、社会学・行動科学、保健学と続く。
留学生が占める割合は非常に少なく、全体の約0.4%にすぎない。そのうち約6割はヨーロッパ諸国からの留学生で、とりわけベラルーシからの留学生が特に多い。アジアからの留学生は約3割となっている。